# Euripus eurinus
Euripus eurinus är en fjärilsart som beskrevs av Hans Fruhstorfer 1903. Euripus eurinus ingår i släktet Euripus och familjen praktfjärilar. Inga underarter finns listade i Catalogue of Life.